# Yakima Reds
El Yakima Reds fue un equipo de fútbol de los Estados Unidos que alguna vez estuvo en la USL Premier Development League, la cuarta liga de fútbol en importancia en el país.

## Historia
Fue fundado en el año 1995 en la ciudad de Yakima, Washington y se unieron ese año a la USISL Pro League, logrando clasificar a los playoffs por primera vez en la temporada 1997, en donde perdieron en la final de conferencia con el Spokane Shadow.
La mejor temporada del equipo fue la de 1998, en la que llegaron hasta la final regional y perdieron 2-4 ante el equipo que sería el campeón de liga ese año, el San Gabriel Valley Highlanders. En la temporada del año 2000 consiguen su primer título divisional, temporada en la que llegaron a jugar en el final four, perdiendo ante el Mid Michigan Bucks en el juego de la semifinal nacional. Lo malo para el club es que nunca volvieron a clasificar a la pos-temporada y desaparecieron al finalizar la temporada de 2010.

## Palmarés
- USL PDL Western Conference: 1

2000
- USL PDL Northwest Division: 1

2000

## Temporadas
| Año  | División | Liga             | Temporada Regular | Playoffs                      | US Open Cup  |
| ---- | -------- | ---------------- | ----------------- | ----------------------------- | ------------ |
| 1995 | 3        | USISL Pro League | 5º, Northwest     | No clasificó                  | No clasificó |
| 1996 | 3        | USISL Pro League | 3º, Western       | No clasificó                  | No clasificó |
| 1997 | 4        | USISL PDSL       | 2º, Northwest     | Final Divisional              | No clasificó |
| 1998 | 4        | USISL PDSL       | 2º, Northwest     | Final Regional                | No clasificó |
| 1999 | 4        | USL PDL          | 5º, Northwest     | No clasificó                  | No clasificó |
| 2000 | 4        | USL PDL          | 1º, Northwest     | Semifinal Nacional (4º Lugar) | No clasificó |
| 2001 | 4        | USL PDL          | 5º, Northwest     | No clasificó                  | No clasificó |
| 2002 | 4        | USL PDL          | 5º, Northwest     | No clasificó                  | No clasificó |
| 2003 | 4        | USL PDL          | 3º, Northwest     | No clasificó                  | No clasificó |
| 2004 | 4        | USL PDL          | 4º, Northwest     | No clasificó                  | No clasificó |
| 2005 | 4        | USL PDL          | 3º, Northwest     | No clasificó                  | No clasificó |
| 2006 | 4        | USL PDL          | 3º, Northwest     | No clasificó                  | No clasificó |
| 2007 | 4        | USL PDL          | 6º, Northwest     | No clasificó                  | No clasificó |
| 2008 | 4        | USL PDL          | 3º, Northwest     | No clasificó                  | 1.ª Ronda    |
| 2009 | 4        | USL PDL          | 9º, Northwest     | No clasificó                  | No clasificó |
| 2010 | 4        | USL PDL          | 8º, Northwest     | No clasificó                  | No clasificó |

## Entrenadores
| - Ignacio Baez (1995) - Luiz Marcelo Machado (2004-2006) | - Hector Vega (2007-2009) - Alex Silva (2010) |

## Jugadores

### Jugadores destacados
- Byron Álvarez
- Mike Chabala
- Chris Eylander
- Bobby McAllister
- Danny Waltman
- Edgar Torres